# Championnat du monde de hockey sur glace 1991
Navigation
Suisse 1990 Tchécoslovaquie 1992
Le cinquante-cinquième championnat du monde de hockey sur glace eu lieu à Turku, Helsinki et Tampere en Finlande du 19 avril au 4 mai 1991. Ce fut la dernière année où la poule A regroupait huit équipes, elle passa à douze l'année suivante. Ce fut également la première présence de l'Allemagne unifiée ainsi que la dernière fois que le classement des équipes européennes comptait pour le championnat d'Europe.

## Poule A
|        | Équipe           | PJ | V | N | D | BP | BC | Pts |
| ------ | ---------------- | -- | - | - | - | -- | -- | --- |
| Or     | Suède            | 10 | 5 | 0 | 5 | 43 | 29 | 15  |
| Argent | Canada           | 10 | 5 | 2 | 3 | 29 | 30 | 13  |
| Bronze | Union soviétique | 10 | 7 | 1 | 2 | 51 | 25 | 16  |
| 4      | États-Unis       | 10 | 3 | 5 | 2 | 35 | 51 | 8   |
| 5      | Finlande         | 10 | 6 | 3 | 1 | 35 | 21 | 13  |
| 6      | Tchécoslovaquie  | 10 | 4 | 6 | 0 | 28 | 27 | 8   |
| 7      | Suisse           | 10 | 2 | 7 | 1 | 22 | 38 | 5   |
| 8      | Allemagne        | 10 | 0 | 8 | 2 | 19 | 51 | 2   |

La Suède est championne du monde.

### Effectif vainqueur
| Place | Pays  | Joueurs |
| ----- | ----- | --- |
| 1     | Suède | Tommy Söderström, Peter Lindmark, Rolf Ridderwall, Håkan Loob, Thomas Rundqvist, Johan Garpenlöv, Per-Erik Eklund, Mikael Johansson, Peter Andersson, Tomas Jonsson, Mats Sundin, Jonas Bergqvist, Kjell Samuelsson, Charles Berglund, Calle Johansson, Bengt-Åke Gustafsson, Kenneth Kennholt, Nicklas Lidström, Fredrik Stillman, Mats Näslund, Jan Viktorsson, Anders Carlsson, Patrick Erickson |

### Championnat d'Europe
| Place | Équipe           | PJ | V | N | D | BP    | BC  | Pts. |
| ----- | ---------------- | -- | - | - | - | ----- | --- | ---- |
| 1     | Union soviétique | 5  | 4 | 1 | 0 | 24:11 | +13 | 9: 1 |
| 2     | Suède            | 5  | 3 | 2 | 0 | 23:14 | + 9 | 8: 2 |
| 3     | Finlande         | 5  | 3 | 1 | 1 | 18: 8 | +10 | 7: 3 |
| 4     | Tchécoslovaquie  | 5  | 2 | 0 | 3 | 14:12 | + 2 | 4: 6 |
| 5     | Suisse           | 5  | 1 | 0 | 4 | 11:19 | - 8 | 2: 8 |
| 6     | Allemagne        | 5  | 0 | 0 | 5 | 7:33  | -26 | 0:10 |

L'Union soviétique est championne d'Europe.

## Poule B
|    | Équipe      | PJ | V | N | D | BP | BC | Pts |
| -- | ----------- | -- | - | - | - | -- | -- | --- |
| 9  | Italie      | 7  | 7 | 0 | 0 | 49 | 10 | 14  |
| 10 | Norvège     | 7  | 5 | 2 | 0 | 26 | 13 | 10  |
| 11 | France      | 7  | 5 | 2 | 0 | 28 | 18 | 10  |
| 12 | Pologne     | 7  | 4 | 3 | 0 | 25 | 15 | 8   |
| 13 | Autriche    | 7  | 3 | 3 | 1 | 21 | 18 | 7   |
| 14 | Yougoslavie | 7  | 2 | 5 | 0 | 18 | 36 | 4   |
| 15 | Pays-Bas    | 7  | 1 | 6 | 0 | 9  | 40 | 2   |
| 16 | Japon       | 7  | 0 | 6 | 1 | 9  | 35 | 1   |

L'Italie, la Norvège, la France et la Pologne rejoignent la Poule A pour le championnat de 1992.

## Poule C
|    | Équipe          | PJ | V | N | D | BP | BC  | Pts |
| -- | --------------- | -- | - | - | - | -- | --- | --- |
| 17 | Danemark        | 8  | 7 | 0 | 1 | 71 | 13  | 15  |
| 18 | Chine           | 8  | 6 | 1 | 1 | 44 | 24  | 13  |
| 19 | Roumanie        | 8  | 6 | 2 | 0 | 51 | 22  | 6   |
| 20 | Bulgarie        | 8  | 4 | 3 | 1 | 35 | 26  | 9   |
| 21 | Grande-Bretagne | 8  | 4 | 3 | 1 | 45 | 25  | 9   |
| 22 | Hongrie         | 8  | 3 | 4 | 1 | 37 | 32  | 7   |
| 23 | Corée du Nord   | 8  | 2 | 5 | 1 | 29 | 35  | 5   |
| 24 | Corée du Sud    | 8  | 1 | 7 | 0 | 19 | 64  | 2   |
| 25 | Belgique        | 8  | 0 | 8 | 0 | 11 | 101 | 0   |

Le Danemark, la Chine, la Roumanie et la Bulgarie rejoignent la Poule B pour le championnat de 1992. 